# 阿部文一朗
阿部 文一朗（あべ ぶんいちろう、1985年4月2日 - ）は、日本の元プロサッカー選手。ポジションはフォワード。

## 経歴
小学生時代は地元のサッカークラブ、六合東サッカースポーツ少年団でプレー。中学時代は清水ジュニアユースに所属。U-15から各年代の日本代表に選出される。清水エスパルスユースに昇格した後も、各年代の代表に選出されている。トップチームへの昇格後は1年目からリーグ戦に出場するなど首脳陣から期待されていたが、2005年にレンタル移籍したサガン鳥栖では11試合出場、無得点に終わり、レンタル元の清水から戦力外通告を受ける。また、レンタル先の鳥栖とも契約満了となり、20歳で現役を引退した。

## 所属クラブ
ユース経歴
- 六合東サッカースポーツ少年団
- 清水エスパルスジュニアユース
- 清水エスパルスユース(静岡サレジオ高校)

プロ経歴
- 2004年 清水エスパルス
- 2005年 サガン鳥栖 (期限付き移籍)

## 個人成績
| 国内大会個人成績 | 国内大会個人成績 | 国内大会個人成績 | 国内大会個人成績 | 国内大会個人成績 | 国内大会個人成績 | 国内大会個人成績 | 国内大会個人成績 | 国内大会個人成績 | 国内大会個人成績 | 国内大会個人成績 | 国内大会個人成績 |
| 年度             | クラブ           | 背番号           | リーグ           | リーグ戦         | リーグ戦         | リーグ杯         | リーグ杯         | オープン杯       | オープン杯       | 期間通算         | 期間通算         |
| 年度             | クラブ           | 背番号           | リーグ           | 出場             | 得点             | 出場             | 得点             | 出場             | 得点             | 出場             | 得点             |
| 日本             | 日本             | 日本             | 日本             | リーグ戦         | リーグ戦         | リーグ杯         | リーグ杯         | 天皇杯           | 天皇杯           | 期間通算         | 期間通算         |
| ---------------- | ---------------- | ---------------- | ---------------- | ---------------- | ---------------- | ---------------- | ---------------- | ---------------- | ---------------- | ---------------- | ---------------- |
| 2004             | 清水             | 26               | J1               | 3                | 0                | 1                | 0                | 0                | 0                | 4                | 0                |
| 2005             | 鳥栖             | 20               | J2               | 11               | 0                | -                | -                | 0                | 0                | 11               | 0                |
| 通算             | 日本             | 日本             | J1               | 3                | 0                | 1                | 0                | 0                | 0                | 4                | 0                |
| 通算             | 日本             | 日本             | J2               | 11               | 0                | -                | -                | 0                | 0                | 11               | 0                |
| 総通算           | 総通算           | 総通算           | 総通算           | 14               | 0                | 1                | 0                | 0                | 0                | 15               | 0                |

## 代表歴
- 1999年　U-15日本代表
- 2001年　U-16日本ユース選抜
- 2002年　U-17日本代表
- 2003年　U-18日本代表候補
- 2004年　U-19日本代表